# Andrzej Gajewski
Andrzej Gajewski (Śrem, 29 de agosto de 1964) es un deportista polaco que compitió en piragüismo en la modalidad de aguas tranquilas. Ganó dos medallas en el Campeonato Mundial de Piragüismo entre los años 1989 y 1990.

## Palmarés internacional
| Campeonato Mundial | Campeonato Mundial | Campeonato Mundial | Campeonato Mundial |
| Año                | Lugar              | Medalla            | Competición        |
| ------------------ | ------------------ | ------------------ | ------------------ |
| 1989               | Plovdiv (Bulgaria) | Medalla de bronce  | K4 10 000 m        |
| 1990               | Poznań (Polonia)   | Medalla de plata   | K4 10 000 m        |